# Bárczay Oszkár
Bárczai Bárczay Oszkár (Abaújkér, 1846. augusztus 16. – Budapest, 1898. április 12.) az egyik legjelentősebb magyar heraldikus. Főlovászmester, a Magyar Tudományos Akadémia főtitkári segédje, császári és királyi kamarás. A neve néha előfordul Bárczy és Bárczai alakban is.

## Élete, munkássága
1846-ban született a nagy múltra visszatekintő nemesi származású barczai Bárczay családban. Édesapja barczai Bárczay András (1808-1888), édesanyja, magyarnagysombori Sombory Anna (1813-1863) volt. Apja második felesége sóvári Soós Natália volt, aki Bárczay András halála után nagyréti Darvas Imre (1822–1901) Torna vármegye főispánjának a felesége lett. Apai nagybátyjai közül, először bárczai Bárczay József (1799-1859) 1845-ben, majd bárczai Bárczay János (1813-1886), 1872 és 1874 között Torna vármegye főispánja volt.
Eredetileg katonai pályára lépett, a honvédségnél szolgált, de rövidesen tudománnyal kezdett foglalkozni. A Hadügy fejlődésének története című két kötetes írása 1895-ben jelent meg. 1898-tól az Akadémia hadügyi bizottsága a Hadtörténelmi közlemények című folyóirat szerkesztésével bízta meg. Katonai pályáján előbb honvéd huszárkapitány, majd őrnagyi ranggal főlovászmester Milán szerb király udvarában.
Élénk részt vett a tudományos társulatok működésében és választmányi tagja volt a történelmi, valamint a heraldikai és a genealógiai társulatnak. Heraldikai és genealógiai témában írott cikkei a Turulban és az Archaeologiai Értesítőben jelentetett meg. Legjelentősebb műve A heraldika kézikönyve, melyet máig nem múltak felül a magyar szakirodalomban.

## Házassága és gyermeke
1877-ben nősült, feleségétől, kézdileményi Bartha Máriától (1852-1940) egy lánya, bárczai Bárczay Anna (1878-1945) született, aki később felsőpulyai Madarász Adorján (1870-1956), Abony országgyűlési képviselőjének felesége lett.

## Művei
- A hadügy fejlődésének története. Budapest 1895
- A heraldika kézikönyve müszótárral. Budapest 1897
- A Bárczay-család leszármazása. Turul, 9, 1891, 85-88., 146-50.